# Antipathes assimilis
Antipathes assimilis är en korallart som först beskrevs av Brook 1889.  Antipathes assimilis ingår i släktet Antipathes och familjen Antipathidae.
Artens utbredningsområde är Södra Ishavet. Inga underarter finns listade i Catalogue of Life.